# Regència de Nias
La regència de Nias fou una subdivisió administrativa de la residència de Tapanoeli a les Índies Orientals Holandeses, a la costa de l'illa de Sumatra constituïda per l'illa de Nias i les illes Onligendde, i formada per 56 territoris agrupats en dues subregències (onderafdeelingens), Noord-Nias (Nias Septentrional) i Zuid-Nias (Nias Meridional):
- 01. - Lahuera
- 02. - Lafka
- 03. - Mazôj
- 04. - Luxamaau
- 05. - Benli
- 06. - Plumaniafa
- 07. - Tanảjoo
- 08. - Sόam
- 09. - Afulu
- 10. - Dumula
- 11. - Alàsa
- 12. - Iajiura-Mamõhalu
- 13. - Laraga
- 14. - Junbardò
- 15. - Amén Ojo
- 16. - Bòtò Muzõj
- 17. - Onohada
- 18. - Idanoj
- 19. - Gudõ
- 20. - Sògảèadju
- 21. - Idanõ Gáwà
- 22. - Tagàla Ojo
- 23. - Lahagu
- 24. - Màà
- 25. - Maradà
- 26. - Lolu Mordõ
- 27. - Sòmālêmõlõ
- 28. - Ira Grio Hurq
- 29. - Idanõ Mola
- 30. - Hinàka
- 31. - Lahõmi
- 32. - Idanõ Döw
- 33. - Sjimalawa
- 34. - Huruna
- 35. - Ulun' Ojo
- 36. - Ulu Idanõ Gàwó
- 37. - Ulu Idanõ Mola
- 38. - Ollu
- 39. - Ulu Susuva
- 40. - Ghamó
- 41. - Idanõ Tài
- 42. - Haw
- 43. - Ulu Sjuani
- 44. - Luwaha Sjuani
- 45. - Nalawõ
- 46. - Dalu Susuwa
- 47. - Tamió
- 48. - Màsió
- 49. - Eha
- 50. - Aramõ
- 51. - Balàiàgha
- 52. - Madainõ
- 53. - Hilialawa
- 54. - Ono Lala
- 55. - Màuinamõlõ
- 56. - Tàhènèdul